# Халас, Джордж
Джордж Ха́лас (англ. George Halas, 2 февраля 1895, Чикаго, Иллинойс — 31 октября 1983, Чикаго), прозвища «Papa Bear» (Папа Медведь) и «Mr. Everything» (Мистер Всё) — игрок в американский футбол, тренер и владелец команды Национальной футбольной лиги «Чикаго Беарз». Шесть раз с клубом выигрывал звание чемпиона НФЛ. Введён в Зал славы американского футбола в 1963 году.